# 大地の宴
『大地の宴』（だいちのうたげ）は熊本放送で毎週金曜13：55-14:00に放送の料理番組。2015年4月〜2016年3月はテレビ熊本で放送されていた。

## 概要
番組テーマである「美味しく健康に大地の恵みに感謝していただきます」のテロップが流れた後、野菜の生産者自身が育てた野菜や果物を持って「うちの○○（○○は野菜名）はおいしいよ!（うまいよ!）」とアピールする、または、採りたてで、そのまま食べても可能なものについては、その野菜を豪快に囓ってから「うちの○○は、うまか〜!」と叫ぶ、などのバージョンもあった。
その後、畑の様子と野菜の説明がナレーションで入り、生産者が野菜の特徴や育てる上での苦労などを語り、その野菜を使った料理が紹介される。味付け・調理方法は非常にシンプルで、素材の味を最大限に活かす。また、料理のネーミングもオリジナリティーが溢れたものとなっている。
また、土地に根付いた伝統野菜等を取り上げることもある（のらぼう菜、東京ウド、水田ゴボウ、会津御種人蔘など）。

## これまでに放送された野菜と料理名
- youtubeでは毎週金曜日14:00ごろより1週間の限定配信。予告編（15秒）は第1回目から常時閲覧できる。
- メニュー名は「大地の宴」公式facebookより
- 第53回より編集後記配信開始。「お浸しと煮びたしの違い」。ウエスティンホテル東京日本料理「舞」の岩根和史調理長が解説している。
- 第54回（4月15日）放送、配信分（自然薯）は、4月14日に発生した熊本地震の影響で、4月21日（木）の変則放送となった。

| 放送日                  | 登場した野菜（果物） | メニュー名                                         | 撮影協力                                       |
| ----------------------- | -------------------- | -------------------------------------------------- | ---------------------------------------------- |
| 第1回（2015年4月7日）   | イチゴ               | 完熟イチゴ 濃厚プリンがけ                          | コッコファームたまご庵                         |
| 第2回（同4月14日）      | ヤーコン             | 古代伝説 ヤーコンの自然揚げ                        | 同                                             |
| 第3回（同4月21日）      | シイタケ             | 冬茹（どんこ）シイタケの旨煮                       | 同                                             |
| 第4回（同4月28日）      | のらぼう菜           | のらぼう菜の春待ち漬け                             | サイボクハム                                   |
| 第5回（同5月5日）       | 春キャベツ           | 春キャベツの朝露サラダ                             | コッコファームたまご庵                         |
| 第6回（同5月12日）      | サトイモ             | 熟成サトイモの春あわせ                             | サイボクハム                                   |
| 第7回（同5月19日）      | 東京ウド             | 芽独活（めうど）のひそかなる香の我が晩餐           | 同                                             |
| 第8回（同5月26日）      | 水田ゴボウ           | 水田ゴボウのウマ温サラダ                           | コッコファームたまご庵                         |
| 第9回（同6月2日）       | ミニトマト           | 太陽の恵み 完熟ミニトマトジュース                  | 同                                             |
| 第10回（同6月9日）      | 小玉スイカ           | 甘さ旨さをひとりじめ                               | 同                                             |
| 第11回（同6月16日）     | 新茶                 | 八十八夜物語 新DAそーだ                            | サイボクハム                                   |
| 第12回（同6月23日）     | ダイコン             | 旨いトコ集め 大根サラダ                            | コッコファームたまご庵                         |
| 第13回（同6月30日）     | ニラ                 | やわらかニラの香ばし焼き                           | サイボクハム                                   |
| 第14回（同7月7日）      | アスパラガス         | アスパラガスの古代焼き                             | コッコファームたまご庵                         |
| 第15回 （同7月14日）    | ブルーベリー         | ぱわーおぶPower of ブルーベリー                    | 坂農苑                                         |
| 第16回（同7月21日）     | ピーマン             | ピーマン丸ごと温さらだ                             | JAしおさい                                     |
| 第17回 （同7月28日）    | チンゲンサイ         | 芯太うまうまチンゲンサイ                           | サイボクハム                                   |
| 第18回（同8月4日）      | タマゴ               | みらくるTKG（タマゴかけご飯）                      | コッコファームたまご庵                         |
| 第19回（同8月11日）     | ゴーヤー             | 夏だゴーヤー涼麺                                   | 同                                             |
| 第20回（同8月18日）     | レタス               | 丸ごとレタスのMiso-soup（味噌スープ）              | 野菜くらぶ                                     |
| 第21回（同8月25日）     | ブロッコリー         | 朝取りブロッコリーの香ばし焼き                     | 同                                             |
| 第22回（同9月1日）      | 島ラッキョウ         | ちょっぴりオ・ト・ナ フライド島ラッキョウ          | コッコファームたまご庵                         |
| 第23回（同9月8日）      | ウメ                 | 昔ながらの梅干し by海の晶                          | 野菜くらぶ                                     |
| 第24回（同9月15日）     | オクラ               | ネバネバおくらDEハンバーグ                         | コッコファームたまご庵                         |
| 第25回（同9月22日）     | ナス                 | 「阿蘇から来ました。」BIGなすステーキ              | 同                                             |
| 第26回（同9月29日）     | キュウリ             | 八重が愛したgazpacho（ガスパチョ）                 | 農と食浪漫けやき                               |
| 第27回（同10月6日）     | 黒酢                 | 元祖黒酢 新鮮イサキの南蛮漬け                      | Table de chic                                  |
| 第28回（同10月13日）    | カボチャ             | 江戸伝統 会津藩の冬至カボチャ                      | 會津よじえもん                                 |
| 第29回（同10月20日）    | ショウガ             | ダブル生姜贅沢極みの炊き込みゴハン                 | コッコファームたまご庵                         |
| 第30回（同10月27日）    | 高麗ニンジン         | 会津御種（おたね）人蔘の姿揚げ                     | 農と食浪漫けやき                               |
| 第31回（同11月3日）     | メロン               | 芯果系 完熟メロンソーダ                            | コッコファームたまご庵                         |
| 第32回（同11月10日）    | サツマイモ           | 小江戸・川越 甘イモ手焼きせんべい                  | 新井製菓                                       |
| 第33回（同11月17日）    | レモン               | 皮に恋する 檸檬(れもん）麺                         | コッコファームたまご庵                         |
| 第34回（同11月24日）    | 菜種油               | 香ならべ 木綿豆腐に金色（こんじき）油              | サイボクハム                                   |
| 第35回（同12月1日）     | ネギ                 | 甘い葱飯（ねぎめし）♪辛味ふりかけ食おうか          | コッコファームたまご庵                         |
| 第36回 （同12月8日）    | バナナ               | 完熟到来 ばなな天麩羅                              | 同                                             |
| 第37回（同12月15日）    | ハクサイ             | 幸福の黄色いハクサイ                               | 同                                             |
| 第38回（同12月22日）    | コンニャク           | 香味新鮮♪フライドこんにゃく                        | 野菜くらぶ                                     |
| 第39回（2016年1月５日） | ミカン               | 橙（だいだい）色のみかん御飯                       | コッコファームたまご庵                         |
| 第40回（同1月12日）     | カブ                 | 兵達（つわものども）が愛した あま蕪がゆ            | 同                                             |
| 第41回（同1月19日）     | リンゴ               | 一日先秋 熟・林檎じゅーす                          | フルーツの森わたなべ                           |
| 第42回（同1月26日）     | ゴボウ               | 咲きしアザミの 田楽ごぼう                          | 農と食浪漫けやき                               |
| 第43回（同2月2日）      | レンコン             | 蓮根の術 ワタシが見えますか？                      | コッコファームたまご庵                         |
| 第44回（同2月9日）      | ビーツ               | LOVE&ビーツ 透き通ったワインレッド漬け             | 畑市場 はるいちば                              |
| 第45回（同2月16日）     | キクイモ             | 根菜づくし 鶏で味わう菊芋だんご                    | コッコファームたまご庵                         |
| 第46回（同2月23日）     | シュンギク           | 柔らか春菊♪黄金ハリハリ麺                          | 農人たち                                       |
| 第47回（同3月1日）      | ミズナ               | 旬・紅みずな＆とろろ ＴＫＹ(たまごかけ野菜)        | コッコファームたまご庵                         |
| 第48回（同3月8日）      | ニンジン             | 復興祈願！ＦＵＫＵＳＨＩＭＡいかにんじん           | 吉水農園                                       |
| 第49回（同3月15日）     | フキノトウ           | 春告菜（ふきのとう）天婦羅に雪塩                   | 石田農林                                       |
| 第50回（同3月22日）     | ユズ                 | 完熟柚子 お天道さまの宝物                          | サイボクハム                                   |
| 第51回（同3月29日）     | ホウレンソウ         | 兎駆けるホウレンソウの朧気（おぼろげ）揚げ         | コッコファームたまご庵                         |
| 第52回（同4月１日）     | トマト               | ジパング伝説おうごん単（ひとえ）トマト焼           | 同                                             |
| 第53回（同4月8日）      | コマツナ             | 本家本元朝もぎ小松菜の煮びたし                     | JA茨城旭村・ウエスティンホテル東京             |
| 第54回（同4月21日）     | 自然薯（ジネンジョ） | 山神さまのご馳走”あるがまま”                       | サイボクハム                                   |
| 第55回（同4月22日）     | 日本酒               | 八百万（やおよろず）の神様に感謝”酒匂揚げ”         | 月の井・ウエスティンホテル東京                 |
| 第56回（同4月29日）     | タマネギ             | 純白可憐なタマネギしゃぶしゃぶ                     | コッコファームたまご庵                         |
| 第57回（同5月6日）      | 菜の花               | 選ばれし香（かおり）野菜のイタリア巻き             | サイボクハム                                   |
| 第58回（同5月13日）     | タケノコ             | 香りも味も筍ペペロンチーノ                         | コッコファームたまご庵                         |
| 第59回（同5月20日）     | スナップエンドウ     | 羽衣伝説SWEET MEMORIES エンドウ豆                  | 同                                             |
| 第60回（同5月27日）     | パクチー             | パクチーモヒート「カリブ海に憧れて」               | サイボクハム                                   |
| 第61回（同6月3日）      | タラの芽             | まが玉伝説 タラの芽ジュージュー揚げ                | コッコファームたまご庵                         |
| 第62回（同6月10日）     | サンショウ           | 山椒はケーキDEピリッと辛い                         | 同                                             |
| 第63回（同6月17日）     | 蕗（フキ）           | さかな醤油黄金ふきチャンプルー                     | 同                                             |
| 第64回（同6月24日）     | ニンニク             | ぐるチキとまと ガーリックごはん                    | 同                                             |
| 第65回（同７月1日）     | ミニトマト           | メタボ解消ぞッ トマたまMIsoスープ                  | 同                                             |
| 第66回（同７月８日）    | 小麦                 | 香りイチバン 巨匠の焼いたパンケーキ                | サイボクハム・ウエスティンホテル東京           |
| 第67回（同７月15日）    | セロリ               | 倭人創（わじんそう）爽やかセロリじぇのべーぜ       | サイボクハム                                   |
| 第68回（同７月22日）    | サンチュ             | ぐるっとサンチュ たまメシさんの仲間たち            | コッコファームたまご庵                         |
| 第69回（同７月29日）    | はちみつ             | はちみつレモンジューシーKARAAGEさん                | サイボクハム・ウエスティンホテル東京           |
| 第70回（同８月５日）    | とうもろこし         | 肉いほど愛して 白い焼きとうもろこし                | サイボクハム                                   |
| 第71回（同８月12日）    | スモモ               | かき氷はじめました ３段熟すもも                    | コッコファームたまご庵                         |
| 第72回（同８月19日）    | レモングラス         | レモングラスを器に 鶏＆ごちそう夏野菜              | 同                                             |
| 第73回（同８月26日）    | パッションフルーツ   | 貝さん総選挙 パッションフルーツサラダ              | 同                                             |
| 第74回（同９月2日）     | 枝豆                 | 朝もぎ枝豆 ずんだったスープ                        | 野菜くらぶ・ウエスティンホテル東京             |
| 第75回（同９月９日）    | ダイコン             | 旬菜ピクルス薬味は旨い大根菜                       | 野菜くらぶ                                     |
| 第76回（同９月16日）    | ステビア             | 奇跡のステビア 爽やかそーめん                      | コッコファームたまご庵                         |
| 第77回（同９月23日）    | モロヘイヤ           | クレオパトラに憧れて モロヘイヤTKG                 | サイボクハム                                   |
| 第78回（同９月30日）    | キャベツ             | こどもごころ食堂 丸焼き高原キャベツ                | 野菜くらぶ・ウエスティンホテル東京             |
| 第79回（同10月７日）    | メロン               | 至恭至順（しきょうしじゅん）味噌ゆばメロン         | コッコファームたまご庵                         |
| 第80回（同10月14日）    | ナス                 | 天下人が愛した森羅万象（しんらばんしょう）ナス炒め | 同                                             |
| 第81回（同10月21日）    | 梨                   | 想フ秋時雨 夢幻余生（むげんよせい）の梨氷          | 同                                             |
| 第82回（同月28日）      | 栗                   | 兎舞い踊る 巨匠の栗リゾット                        | コッコファームたまご庵・ウエスティンホテル東京 |

## 製作スタッフ
- ディレクター：田川ひろぶみ
- 構成：大地の宴実行委員会
- 撮影：得能英司
- 編集：久田宗里
- MA：浜田直樹
- 選曲：矢崎裕行
- テーマ曲：TINGARA「大地の宴」
- ナレーター：目黒光祐、MISHIMA
- 題字：吉野理恵子
- 製作・著作：幸喜